# Caracaraí
Caracaraí là một đô thị thuộc bang Roraima, Brasil. Đô thị này có diện tích 47411 km², dân số năm 2007 là 17981 người, mật độ 0,38 người/km².